# Saladin Bargicho
Saladin Bargicho (sinh ngày 31 tháng 5 năm 1994) là một cầu thủ bóng đá người Ethiopia thi đấu ở vị trí hậu vệ.

## Sự nghiệp quốc tế
Vào tháng 1 năm 2014, huấn luyện viên Sewnet Bishaw, triệu tập anh vào đội hình Ethiopia tham dự Giải vô địch bóng đá châu Phi 2014. Đội tuyển bị loại ở vòng bảng sau thất bại trước Congo, Libya và Ghana.

### Bàn thắng quốc tế
Tỉ số và kết quả liệt kê bàn thắng của Ethiopia trước.
| #  | Ngày                 | Địa điểm                                        | Đối thủ  | Tỉ số | Kết quả | Giải đấu        |
| -- | -------------------- | ----------------------------------------------- | -------- | ----- | ------- | --------------- |
| 1. | 25 tháng 5 năm 2013  | Sân vận động Addis Ababa, Addis Ababa, Ethiopia | Sudan    | 1–0   | 2–0     | Giao hữu        |
| 2. | 30 tháng 11 năm 2013 | Sân vận động Quốc gia Nyayo, Nairobi, Kenya     | Zanzibar | 2–0   | 3–1     | Cúp CECAFA 2013 |